# 2-й гвардейский смешанный авиационный полк
2-й гвардейский смешанный авиационный ордена Суворова полк (2 гв. сап) — тактическое формирование Воздушно-космических сил Российской Федерации.

## История
Полк создан в 2015 году на аэродроме Шагол в Челябинской области.
2 октября 2019 года завершено перевооружение полка на фронтовые бомбардировщики Су-34.
4 февраля 2019 года Указом Президента Российской Федерации за высокие показатели в боевой подготовке, мужество и самоотверженность, проявленные личным составом в ходе проведения операции по поддержанию международного мира 2-й смешанный авиационный полк награждён орденом Суворова.
31 марта 2023 года Указом Президента Российской Федерации 2-му смешанному ордена Суворова авиационному полку присвоено почётное наименование «гвардейский» и впредь его наименование — 2-й гвардейский смешанный авиационный ордена Суворова полк.